# Gentle Giant (álbum)
Gentle Giant é o auto-intitulado álbum de estréia da banda inglesa de Rock progressivo Gentle Giant. Nele, a versátil banda explora vários estilos, indo do Jazz ao Blues rock, passando pelo Hard rock e puro Rock progressivo com toques medievais.

## Faixas

### Lado Um
1. "Giant"                     (D Shulman, P Shulman, R Shulman & K Minnear)            –   6:22
2. "Funny Ways"                (D Shulman, R Shulman & K Minnear)                       –   4:21
3. "Alucard"                   (D Shulman, P Shulman, R Shulman & K Minnear)            –   6:00
4. "Isn't It Quiet And Cold?"  (K Minnear)                                              –   3:51

### Lado Dois
1. "Nothing At All"            (D Shulman, R Shulman & K Minnear)                       –   9:08
2. "Why Not?"                  (K Minnear)                                              –   5:31
3. "The Queen"                 (Trad Arr. D Shulman, P Shulman, R Shulman & K Minnear)  –   1:40

## Ficha Técnica
- Gary Green – Guitarra solo, Violão de 12 cordas, Flauta e vocais de apoio
- Kerry Minnear – teclados, Mellotron, um pouco de Baixo, Violoncelo, Sintetizador, vocais principais, vocais de apoio e um pouco de Percussão
- Derek Shulman – Vocais principais, vocais de apoio e um pouco de Baixo
- Phil Shulman – Saxofone, Trompete, Flauta doce, vocais principais e vocais de apoio
- Ray Shulman – Baixo, Violino, um pouco de Guitarra, Percussão e vocais de apoio
- Martin Smith – Bateria, Percussão e Xilofone

Músicos Adicionais:
- Paul Cosh – Trompa tenor em "Giant"
- Claire Deniz – Violoncelo em "Isn't It Quiet And Cold?"

## Nota
"Alucard" é "Drácula" ao contrário. Este viria a ser o nome da futura companhia de publicação do material do Gentle Giant, formada pelos próprios membros.

## Produção
- Roy Baker - Engenheiro de som
- George Underwood - Arte da capa
- Tony Visconti - Produtor

## Ligações Externas
- ProgArchives: Gentle Giant
- Discogs: Gentle Giant
- SeaOfTranquility: Gentle Giant
- Site oficial Gentle Giant: Gentle Giant